# 삼양사 울산공장
삼양사 울산공장은 울산광역시 남구 매암동에 위치한 삼양사의 사업장중 하나이다. 울산항근처에 자리잡았으며 1955년 12월에 건설하여 1956년 설탕생산을 시작하였다. 이 공장은 국민 식생활 향상과 국내 식품산업 발전에도 공헌하고 있다.
큐원브랜드의 설탕과 전분당등을 생산하는 공장으로 기술팀은 시설투자공사, 설비개선공사등 공사업무를 담당하고 있는 기술파트와 전력, 스팀, 용수, 에어등의 유틸리티등을 맡고 있다.

## 연혁
- 1955년 - 삼양사 울산공장 준공
- 1956년 - 설탕 생산개시
- 1984년 - 선일포도당공장 준공
- 2015년 - 삼양제넥스를 합병해 삼양사 울산2공장이 되었다.

## 생산품목
- 백설탕
- 갈색설탕
- 흑설탕
- 각설탕
- 전분당
- 옥수수전분
- 포도당
- 과당

## 오시는길
- 주소 : 울산광역시 남구 장생포로 285 (우)44778
- 전화 : 052-279-4500
- 팩스 : 052-279-4505

## 같이 보기
- 울산항
- 삼양사